# Юрко, Владимир Владимирович
Юрко Владимир Владимирович (3 августа 1933, пгт Октябрьское Крымская АССР — 9 сентября 2006 г., Днепропетровск) — главный конструктор комплексной системы автоматизированного проектирования радиоэлектронной аппаратуры высшего уровня сложности (САПР «Днепр»). Основатель отечественной школы создания средств цифровой обработки массовых потоков информации стратегических информационных систем Воздушно-Космической обороны. Руководитель Специального Конструкторского Бюро автоматизированного проектирования (СКБ АП), головного предприятия Минрадиопрома СССР по системам автоматизированного проектирования. Организатор и разработчик аппаратно-программного комплекса цифровой обработки радиолокационной информации МРЛС «Дон-2Н» — главного информационно-управляющего средства системы ПРО А-135, заместитель главного конструктора МРЛС «Дон-2Н».

## Биография
Юрко В. В. родился в пгт. Октябрьское Красногвардейского района Крымской АССР в семье военнослужащего. В 1944 году семья переехала в г. Днепропетровск.
После окончания средней школы поступил в Харьковский авиационный институт, затем перевёлся на физико-технический факультет Днепропетровского государственного университета, где получил специальность инженера-физика.
По завершении учёбы в августе 1957 г. поступил работать на завод № 933 (предприятие п/я −192, (впоследствии — Днепровский машиностроительный завод) настройщиком радиоэлектронной аппаратуры РЛС зенитно-ракетных комплексов противовоздушной обороны.
В. В. Юрко с детства увлекался радиоспортом. В период учёбы в школе, университете и вначале работы на заводе уделял этому все свободное время и достиг высоких результатов, став Мастером спорта СССР, Залуженным тренером УССР по радиоспорту и судьей Всесоюзной категории.
Под руководством Юрко В. В. сборная команда Украины по радиоспорту становилась пятикратным победителем чемпионатов СССР.
Воспитал многих мастеров спорта, среди которых чемпионы Украины и абсолютная чемпионка СССР Данильченко С. И.
Увлекался волейболом. — на общественных началах организовал радиоклуб школьников в Днепропетровской областной станции юных техников и воспитал плеяду спортсменов-радиолюбителей, многие из которых затем избрали профессию, связанную с радиостроением в науке и промышленности

### Работа в КБ ДМЗ (КБ "Днепровское) (1959—1989)
В марте 1959 года переведен в Особое Конструкторское бюро завода № 933 (впоследствии — КБ ДМЗ, «КБ Днепровское») инженером лаборатории приемообрабатывающих устройств РЛС системы предупреждения о ракетном нападении (СПРН). С декабря 1964 г. старший инженер этой лаборатории. В мае 1970 г. Владимир Юрко назначен руководителем тематического отдела (ТО 16) КБ ДМЗ. Начальник Конструкторского бюро М. И. Симонов, ставя перед новым коллективом пионерские задачи по разработке новой техники, предоставил право отбора лучших специалистов из регулярных подразделений КБ и приоритет в выборе вновь поступающих инженеров. Первоначально численность коллектива составляла около 150 специалистов. Одной из первых работ была разработка имитатора пусков межконтинентальных баллистических ракет — измерительного комплекса распространения радиоволн субметрового диапазона (изделие В03В, шифр 5Г93) для проведения испытаний ЗГРЛС «Дуга». Это направление вызвало необходимость формирования новых подходов к разработке аппаратуры с применением средств автоматизации проектирования — создания особой системы разработки цифровой аппаратуры. В 1972 г. первый комплекс В03В был изготовлен ДМЗ и перевезен на место дислокации (шестнадцать железнодорожных вагонов), смонтирован, успешно прошел испытания и обеспечил проверку ЗГРЛС «Дуга» (Николаев) имитацией в зоне ответственности локатора многочисленных пусков МБР.
1973 г. — начало работ по созданию уникального средства цифровой обработки (ЦО) радиолокационной информации — специальных вычислительных устройств (СВУ) МРЛС «Дон-2НП» системы ПРО А-135 с производительностью десятки миллиардов операций в секунду. Запредельные требования к быстродействию обусловливались необходимостью обработки массовых потоков данных о многих целях (МБР), перемещающихся в зоне ответственности РЛС со скоростями, близким 7 км/сек. Решение этой задачи потребовало поиска новых, нетривиальных подходов к созданию технологий разработки аппаратуры и создания уникального инструмента разработки — системы автоматизированного проектирования (САПР). Эта работа вылилась в отдельную НИОКР соизмеримого уровня новизны и научно-технической сложности.
1976 г. — ТО КБ ДМЗ. Разработан комплект конструкторской и технологической документации на аппаратуру СВУ полигонного образца МРЛС «Дон-2НП» (18 устройств) и передан в производство на ДМЗ и ЮРЗ. Начало изготовления первых образцов аппаратуры ЦО (6ДОФ, 6ДОШ и др.). В первом квартале 1977 г. начат монтаж аппаратуры на объекте № 8 (10 ГНИИП МО).
1980 г. Расширение задач и увеличение объёмов работ привело к структурным изменениям подразделения — тематический отдел преобразуется в Научно-исследовательское отделение (НИО 2, в дальнейшем НИО-70). В. В. Юрко назначается Главным конструктором разработки Системы автоматизированного проектирования аппаратуры цифровой обработки радиолокационной информации — САПР «Днепр», заместителем главного конструктора МРЛС «Дон-2Н».
1982 г. Аппаратура СВУ в составе МРЛС «Дон-2НП» (полигонный многофункциональный комплекс «Амур-П») предъявлена на совместные с МО испытания.
1983 г. — совместные испытания МКСК «Амур-П» завершены с положительными результатами. Подтверждена правильность выбора созданной идеологии разработки аппаратуры ЦО и работоспособность уникального инструмента (технологии) разработки — САПР «Днепр». Получено подтверждение успешной обработки спецвычислителем всех типов сигналов локатора, определяющих точностные и энергетические характеристики РЛС в реальном масштабе времени.
По результатам успешной работы полигонного образца СВУ Гензаказчик (4ГУМО) выбрал САПР «Днепр» в качестве базовой для перспективных разработок в интересах Системы РКО.
1985 г. НИО-70 преобразуется в Специальное Конструкторское бюро автоматизированного проектирования (СКБ АП) автоматизации проектирования в составе КБ ДМЗ под руководством В. В. Юрко. Завершается разработка конструкторской и технологической документации на штатную аппаратуру СВУ МРЛС «Дон-2Н» и поэтапная передача документации на заводы-изготовители РЭА.
1986—1988 г.г. ДМЗ изготовлена штатная аппаратура СВУ (более 600 аппаратных шкафов) МРЛС «Дон-2Н», произведен монтаж и наладка СВУ на объекте дислокации (Софрино). Автономные и совместные испытания функционально законченных устройств подтвердили соответствие комплекса СВУ заданным параметрам. В 1989 г. МРЛС «Дон-2Н» в составе МКСК «Амур» принята в эксплуатацию. В 1995 г. МКСК «Амур» поставлен на боевое дежурство.
1987 г. СКБ АП разработана конструкторская и технологическая документация на аппаратуру СВУ (Т11КА, Т11КБ) РЛС «Волга» (70М6) и передана на ДМЗ и ЮРЗ.
1987 г. САПР «Днепр» представлена на межотраслевой тематической выставке «Прогресс» («Сетунь», ВПК) и признана одним из выдающихся достижений в области новых технологий создания цифровой радиоэлектронной аппаратуры.
1988 г. В. В. Юрко назначен заместителем начальника КБ ДМЗ по автоматизации проектирования — начальником подотраслевого центра автоматизации проектирования Центрального научно-производственного объединения (ЦНПО) «Вымпел», головной организации по созданию систем Ракетно-Космической обороны СССР.
Май 1989 г. На заводах ПО ДМЗ завершена отработка документации на аппаратуру СВУ РЛС «Волга» (Т11КА, Т11КБ). Начато производство штатной аппаратуры (более 400 аппаратных шкафов). Наладка аппаратуры на объекте (Барановичи) доработок не потребовала. Октябрь 2003 г. РЛС «Волга» принята на вооружение в составе Системы ПРН МО РФ.

### Работа в составе ЦНПО «Вымпел» Минрадиопрома СССР. (1989—1991)
1989 г. Приказом Минрадиопрома СССР СКБ АП под руководством В. В. Юрко введено в состав ЦНПО «Вымпел» и получает статус отраслевого Центра автоматизации проектирования. САПР «Днепр» становится базовой на предприятиях ВПК. Отраслевой Центр МРП признан единственной в стране организацией, имеющей всесторонне апробированную систему цифровой обработки радиолокационной информации и обладающей фундаментальным заделом по перспективам развития САПР высокого уровня.
1988—1991 г.г. В. В. Юрко является руководителем нескольких десятков НИОКР в сфере цифровизации аппаратуры обработки радиолокационной информации и создания специальных вычислительных средств информационных Систем ВКО. По разработанной СКБ АП документации проведена модернизация аппаратуры ЦО МРЛС «Аргунь», РЛС «Крона», РЛС «Неман», РЛС «Руза».
1990 г. Выходит Постановление ЦК КПСС и СМ о развитии системы ПРО А-135 (тема «Киев»), которым были предусмотрены вопросы развития научно-технической и социальной базы СКБ АП, включая строительств жилого фонда. СКБ АП включено в «Государственную программу развития критических технологий…» в области информатики и энергетики.

### Работа в составе Министерства машиностроения и военно-промышленного комплекса Украины. (1991—2001)
С 1991 года. Специальное Конструкторское бюро автоматизации проектирования переведено в состав Минмашпрома и ВПК Украины. В. В. Юрко назначен директором СКБ АП. Некоторое время работы по тематике ВКО продолжились по договорам с ГУВ ПВО РФ.
1993 г. Коллективом предприятия в содружестве с Курским НИИ «Планер» и Киевским НИИ «Сатурн» для нужд органов безопасности проведена разработка документации на сверхминиатюрные многоканальные (до 700 каналов) радиоприемные устройства скоростного съема информации (радиопортретов) с необходимых источников. Изготовлены опытные образцы на базе производства микроэлектроники ДМЗ.
В новой стране задач, требующих уровня возможностей коллектива СКБ АП с его уникальными технологиями не нашлось. Коллектив переключился на разработку новых видов продукции, включенных в государственные программы конверсии военного производства. С 1991 по 1998 г. в рамках «Комплексных программ Украины …» в областях телекоммуникаций и медицинской техники СКБ АП разработана техническая документация на комплект малогабаритных цифровых радиорелейных станций, квантовый магнитокардиограф с оптической накачкой и ряд других изделий. В рамках взаимодействия с Экологической Академией Наук Украины В. В. Юрко возглавил секцию солнечной энергетики и микроэлектроники. В сферу научных интересов секции входил широкий круг вопросов освоения технологий аморфного кремния — создание оптической и электрической программируемой памяти, создания тонкопленочных солнечных преобразователей, бистабильных накопителей информации с высоким быстродействием, прозрачных твердотельных дисплеев, нейросетевых компьютеров, сенсоров для сканеров. А также прикладных программ по созданию индустриальных аккумуляторов, чистых плёнок для медицинских целей и работы по проектированию систем экологического мониторинга и разведки полезных ископаемых. Несмотря на новизну и экспортную перспективу разработанных и предлагаемых к разработке и производству изделий, финансовая поддержка государством оказана не была.
1993 г — Создано Совместное украинско-американское предприятие с иностранными инвестициями «Украинские информационные системы ОВОНИК». Велась разработка технологий изготовления гибких фотопреобразователей (солнечных батарей) на базе аморфного кремния, ориентированных на производственные мощности завода микроэлектроники ДМЗ. По ряду внешних причин совместные работы с «Овоник» были прерваны. С 1995 года прекратилось финансирование по остальным программам. Оставшись без источников существования коллектив распался.

### Работа в НИИ Транспортных систем и технологий НАН Украины. (2002—2006)
Часть сотрудников СКБ АП перешла на работу в КБ «Днепровское», часть занялась предпринимательством в области инфокоммуникаций. В. В. Юрко и некоторые его сотрудники были приглашены на работу в Институт транспортных систем и технологий НАН Украины («Трансмаг»). .
Далее В. В. Юрко становится автором «Программы…» промышленного освоения технологий аморфного кремния, нацеленной на создание отечественной школы разработки и промышленного освоения ключевых элементов, устройств и систем возобновляемой энергетики, искусственного интеллекта и др. В январе 2002 г. В. В. Юрко назначается главным технологом этого направления.
2003 г. В. В. Юрко избирается академиком Украинской Экологической Академии наук.